# Phan Thế Ba
Phan Thế Ba là một sĩ quan cao cấp của Quân đội nhân dân Việt Nam, hàm Thiếu tướng, ông hiện là Phó Viện trưởng Viện Chiến lược Quốc phòng, nguyên Tư lệnh Binh chủng Đặc công.